# Huonia rheophila
Huonia rheophila – gatunek ważki z rodziny ważkowatych (Libellulidae).